# Upplands runinskrifter 189
Upplands runinskrifter 189 är en nu försvunnen vikingatida runsten som stått i Lilla Karby, Össeby-Garns socken och Vallentuna kommun.

## Inskriften
Translitterering av runraden:
[frustin × uk × kati × i × kuliki × þiʀ × litu × risa × stin × þana × uk × birsa × iftiʀ × kuikbiarn × faþur sin]
Normalisering till runsvenska:
Frøystæinn ok Kati i Kølingi þæiʀ letu ræisa stæin þenna, ok Bersa/Birsa, æftiʀ Kvigbiorn, faður sinn.
Översättning till nusvenska:
Frösten och Kate i Kölinge de läto resa denna sten, och Bärsa, efter Kvickbjörn, sin fader.